# Плита Янцзы

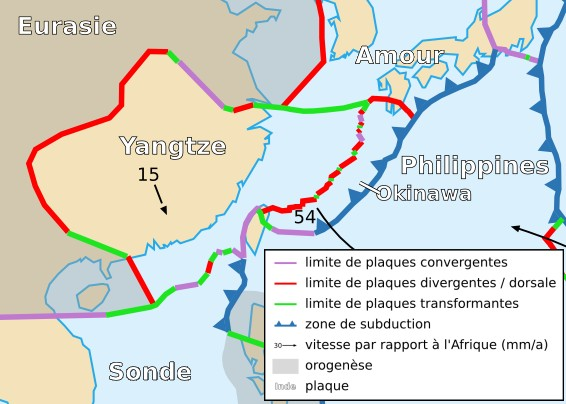
Плита Янцзы на карте-схеме

 Платформа Янцзы — древняя платформа, которая занимает юго-восточную часть Китая. Имеет площадь — 0,05425 стерадиан. Обычно рассматривается в составе Евразийской плиты.
Отделённая от Китайско-Корейской платформы палеозойским складчатым поясом хребтом Циньлин; в докембрии, вероятно, составляла вместе с ней единое целое. Докембрийский фундамент (гнейсы, метаморфические сланцы) выходит на дневную поверхность в провинции Хунань и Цзянси южнее г. Янцзы. Большая часть платформы покрыта осадочным чехлом, достигающим наибольшей мощности нескольких км. в синеклизе (депрессии) провинции Сычуань и центральной части Юньнань-Гуйчжоуского нагорья.